# Rusty Cooley
Rusty Cooley (Houston, Texas, 1970. április 27. –) amerikai gitáros aki nemcsak zeneszerzőként és villámkezű gitárosként lett ismert, hanem oktatóként is tevékenykedik már jó ideje. Karrierje még az 1980-as évek közepén kezdődött, azóta is aktív résztvevője a színtérnek.

## Pályafutás
Első gitárját 15 éves korában kapta, egy T27-es Peavey modellt. Kezdetben rendszeresen járt tanárhoz, de elégedetlen volt az oktatással, ezért tudása nagy részét oktató könyvekből és videókból szerezte meg. Nagy segítségére volt Doug Mark's Metal Method videósorozata.
A középiskola után a helybéli főiskolán tanult zeneelméletet.
Tanulóévei alatt Eddie Van Halen és Randy Rhoads szólókat gyakorolt. Főbb példaképei többek között Randy Rhoads, Jason Becker, Yngwie Malmsteen, Paul Gilbert, Allan Holdsworth, Niccolo Paganini, Johann Sebastian Bach, Steve Vai, Gary Moore, Tony MacAlpine, Marty Friedman, Joey Tafolla, Greg Howe és Ritchie Kotzen voltak.
Rustyt sok stílus befolyásolta, szívesen hallgatott bluest, funkyt, de klasszikus zenét is.
Főiskolai tanulmányai után csatlakozott a Revolution nevű helyi zenekarhoz. A Revolution elég jól csengő hírnévre tett szert Houstonban, olyan zenekarok előtt játszhattak, mint a Nitro, a Badlands, a South Gang és az Every Mother's Nightmare.
A zenekar egy 4 számos EP-t is kiadott, de végül Rusty 1993-ban kilépett. Ezután egy új együttest hozott létre Dominion néven, de ez a formáció sem működött sokáig.
1995-ben megnyerte a "Houston legjobb gitárosa" címet a Guitar Master Series jóvoltából. 1996 több szempontból is fordulópontot jelentett életében. Ekkor vette meg első 7-húros gitárját, valamint erős nyomást érzett, hogy még magasabb szintre emelje gitártudását. Elkezdte Shawn Lane, Buckethead, Derek Taylor és Duane Todd játékát tanulmányozni.
Ekkoriban házigazdája volt a "World Class Guitar Techniques" című TV műsornak, melyet a helyi  TV sugárzott Houston területén. Nem sokkal ezután már a Connecticuti egyetemen tanított.
2000-ben egy CD-ROM jelent meg "Shred Guitar Manifesto" címmel, melyet további oktató kiadványok is követtek. Az "Extreme Pentatonics" címűn a bonyolult pentaton skálákkal, míg a "The Art of Picking" címűn Rusty pengetési technikájával ismerkedhettek meg az érdeklődők.
Első szólólemeze Rusty Cooley címmel 2003-ban jelent meg, a Lion kiadó gondozásában. Ekkora Rusty már elég komoly hírnévre tett szert, főleg az internet révén, valamint egyre népszerűbbé váltak oktató kiadványai is.
2003 áprilisában a Guitar One magazin kikiáltotta minden idők 7. leggyorsabb gitárosának.
2006-ban jelent meg saját együttesének az Outworldnek azonos című bemutatkozó albuma.
Növekvő hírnevének köszönhetően több vendégszereplést is elvállalt már, többek között az All Shall Perish, az Austrian Death Machine, és Derek Sherinian lemezein.
2007-ben a Dean gitárcég megjelentette az RC7 Xenocide modellt, melyet Rusty Colley signature modellként forgalmaztak.
2008 szeptemberében debütáló lemeze újrakiadásra került, jelenleg pedig az Outworld második albumán dolgozik.

## Stílus, hangszer
Rusty Cooleyt underground shredder körökben kultikus tisztelet övezi. Számos stílusban otthon mozog, de a nagyközönség előtt elsősorban mint metalgitáros ismeretes. Elképesztően gyorsan képes pengetni (shred), de a különböző pengetéstechnikákban is jeleskedik., .    Érdemes megfigyelni ökölbe szorított kezét , melyet gyors játék közben alkalmaz. Nemcsak 7-húros gitárokat, de 8-húros hangszereket is használ.
Zenéjében előszeretettel mutatja be technikai tárházát, de azért mindig elhelyez fogós momentumokat, melyek révén zenéje nem válik öncélúvá, kiszámíthatóvá.
EMG hangszedőket, GHS húrokat, használ. Többféle erősítőt is szívesen használ, többek között Diamond, Morley,Rocktron és újabban Peavey termékeket. Pedálok szempontjából a Pro Tone támogatásával kivitelezett Rusty Cooley Signature pedálokat használja. Az Ibanez gitárok támogatója.

## Diszkográfia
Szólólemezek
- Rusty Cooley -2003, 2008

Outworld
- Outworld -2006

Revolution
- Revolution-1992 (négyszámos EP)

Tribute és válogatáslemezek
- Warmth in the Wilderness 2 – (Jason Becker Tribute)
- Prog Power 4-(válogatáslemez)
- Prog Power 3-(válogatáslemez)
- Progpower 6- (válogatáslemez)
- Shawn Lane Remembered Vol- (Shawn Lane Tribute)
- Guitarapalooza Vol. l.-(válogatás)
- The Alchemist
- Fresh Blood Vol.4-(válogatás)
- Guitar 2001 Magazine Presents “Lick This”
- Generation Ibanez “Across the Miles”
- Ballbuster magazine “Ball One Strike One”

Vendégszereplései
- Derek Sherinian:Molecular Heinosity- 2009
- All Shall Perish: Awaken The Dreamers-2008
- Austrian Death Machine: Double Brutal-2009
- Sean Baker: Baker's Dozen
- Rogosonic: Leave the World Alone

Oktató CD, VHS, DVD
- Fretboard Autopsy 1
- Fretboard Autopsy 2
- Mark Tremonti The Sound and the Story
- Shred Guitar Manifesto
- Extreme Pentatonics
- Basic Training
- The Art of Picking
- Rusty Cooley performance/clinic
- Rusty Cooley Performance/Clinic 2

## Fordítás
- Ez a szócikk részben vagy egészben  a   Rusty Cooley című angol Wikipédia-szócikk fordításán alapul.  Az eredeti cikk szerkesztőit annak laptörténete sorolja fel. Ez a jelzés csupán a megfogalmazás eredetét és a szerzői jogokat jelzi, nem szolgál a cikkben szereplő információk forrásmegjelöléseként.